# Louis Würsten
Louis Würsten (7 settembre 1889 – La Chaux-de-Fonds, 22 dicembre 1958) è stato un calciatore svizzero, di ruolo difensore.

## Carriera

### Club
Ha sempre giocato nel campionato svizzero.

### Nazionale
Ha collezionato 9 presenze con la propria Nazionale.